# Dichaea boliviana
Dichaea boliviana är en orkidéart som beskrevs av Tamotsu Hashimoto. Dichaea boliviana ingår i släktet Dichaea och familjen orkidéer.
Artens utbredningsområde är Bolivia. Inga underarter finns listade i Catalogue of Life.